# María Eugenia Catalfamo
María Eugenia Catalfamo (Ciudad de San Luis, 4 de octubre de 1987) es una periodista y política argentina del Partido Justicialista, que se desempeñó como senadora nacional por la provincia de San Luis desde 2017 hasta 2023.

## Biografía
Nació en la ciudad de San Luis en 1987. Estudió comunicación social en la Universidad Nacional de Córdoba, graduándose en 2012. Trabajó en la Agencia de Noticias San Luis (propiedad del gobierno provincial) entre 2012 y 2013, y como redactora en la revista Vivir Urbano de 2013 a 2015. En ese mismo período también fue jefa de prensa y protocolo del Ministerio de Seguridad de la provincia de San Luis.
Entre 2015 y 2017, estuvo a cargo del área de prensa y comunicación de la Universidad de La Punta, y en mayo de 2017 fue designada Secretaria de Estado de la Juventud por el gobernador Alberto Rodríguez Saá.

### Actividad legislativa
En las elecciones legislativas de 2017, fue candidata a senadora nacional por San Luis, ocupando el segundo lugar en la lista del Frente Unidad Justicialista, encabezado por el expresidente Adolfo Rodríguez Saá, quien renovaba su mandato en la cámara alta del Congreso. La lista obtuvo el primer lugar con el 55,48 % de los votos.
En el Senado, ha sido vocal en las comisiones de Industria y Comercio; Derechos y Garantías; Población y Desarrollo Humano; Ciencia y Tecnología; Banca de la Mujer; Salud; y Legislación General.
En agosto de 2018, fue la única senadora ausente al momento de la votación del proyecto de Ley de Interrupción Voluntaria del Embarazo.
En marzo de 2019, rompió con Adolfo Rodríguez Saá y conformó un monobloque llamado «Justicialismo San Luis», apoyando al gobernador Alberto Rodríguez Saá. Desde diciembre de 2019 integró el bloque del Frente de Todos, rompiendo después en febrero de 2023.